# グリニス・ヌン
グリニス・ヌン （Glynis Nunn、1960年12月4日 - ）は、オーストラリアの女子陸上競技選手。七種競技の選手として1984年ロサンゼルスオリンピックに出場。6390点の記録でアメリカのジャッキー・ジョイナー＝カーシーらを抑え、金メダルを獲得。オリンピックではじめて実施された女子七種競技の初代金メダリストとなる。クイーンズランド州トゥーンバ出身。
ヌンは、1978年のコモンウェルスゲームズのオーストラリア代表となっているが、けがのため出場はしていない。
1982年のコモンウェルスゲームズで七種競技に出場。イングランドのジュディ・リバモアを逆転し金メダルを獲得。しかし翌年の第1回世界陸上競技選手権大会では7位という結果に終わっている。
1984年ロサンゼルスオリンピックでは東側諸国のボイコットによりヌンは優勝候補の１人と目されていた。競技は大混戦となり、5人の選手がメダルを競っていた。最終種目が終わった瞬間、誰が勝ったのかわからない状況だった。集計が終わり、ヌンが6390ポイントで金メダルを獲得した。銀メダルのジャッキー・ジョイナー＝カーシーとはわずか5ポイント差であった。
ヌンは、七種競技のほかにも100mハードルで5位に入賞。走幅跳でも7位という成績を残している。
ロサンゼルスオリンピックのあと、ヌンは七種競技をやめ、ハードルに転向する。数多くのけがに悩まされながら1986年のコモンウェルスゲームズの100mハードルで銅メダルを獲得。1990年に引退した。

## 主な実績
| 年   | 大会                   | 場所                           | 種目     | 結果      | 記録   |
| ---- | ---------------------- | ------------------------------ | -------- | --------- | ------ |
| 1978 | コモンウェルスゲームズ | エドモントン(カナダ)           | 五種競技 | -         | DNF    |
| 1982 | コモンウェルスゲームズ | ブリズベン(オーストラリア)     | 100mH    | 6位       | 13秒31 |
| 1982 | コモンウェルスゲームズ | ブリズベン(オーストラリア)     | 走幅跳   | 7位       | 6m38   |
| 1982 | コモンウェルスゲームズ | ブリズベン(オーストラリア)     | 七種競技 | 1位       | 6282   |
| 1983 | 世界陸上競技選手権大会 | ヘルシンキ(フィンランド)       | 100mH    | 8位（sf） | 13秒39 |
| 1983 | 世界陸上競技選手権大会 | ヘルシンキ(フィンランド)       | 走幅跳   | - （q）   | DNS    |
| 1983 | 世界陸上競技選手権大会 | ヘルシンキ(フィンランド)       | 七種競技 | 7位       | 6195   |
| 1984 | オリンピック           | ロサンゼルス(アメリカ合衆国)   | 七種競技 | 1位       | 6390   |
| 1986 | コモンウェルスゲームズ | エディンバラ(スコットランド)   | 100mH    | 3位       | 13秒44 |
| 1990 | コモンウェルスゲームズ | オークランド(ニュージーランド) | 100mH    | 5位       | 13秒47 |

- qは予選